# Rapporto aldosterone/renina
Il rapporto aldosterone/renina rappresenta la concentrazione plasmatica di aldosterone divisa per l'attività plasmatica reninica. Questo rapporto viene raccomandato come test di screening per l'iperaldosteronismo primario.

## Interpretazione
Il rapporto aldosterone/renina può essere calcolato come [ng/dL]/[ng/(mL·h)]. Altrimenti può essere calcolato come [pmol/L]/[μg/(L·h)] misurando l'aldosterone come concentrazione molare. Il primo rapporto può essere convertito nel secondo moltiplicandolo per 27,6.
A volte il rapporto viene riportato come inverso, cioè come rapporto renina/aldosterone.